# 松浦信用組合
松浦信用組合（まつうらしんようくみあい）は、かつて佐賀県に存在した信用組合である。1994年（平成6年）に15億円の不良債権を抱えて倒産した。

## 概要
唐津市などに5店舗があった。1994年10月に経営破綻。佐賀銀行と佐賀県信用組合協会に事業譲渡して解散。松浦信用組合が所有する店舗の土地・建物を不動産として譲渡したが、従業員は譲渡先に引き継がれず店舗は閉鎖され、従業員は全員解雇された。バブル崩壊後、弱体金融機関の経営破綻は大蔵省銀行局主導により地元金融機関による救済合併がなされたが、こうした手法は困難になり、清算・譲渡方式に変わった。釜石信用金庫と松浦信用組合は後者の方式がとられた。

## 沿革
- 1953年（昭和28年）3月3日設立[7]。
- 1994年（平成6年）10月1日事業譲渡、解散[7]。
- 2001年（平成13年）清算結了[3]。